# Dyle (departamento)
Dyle [dil] fue un departamento del Primer Imperio francés en la actual Bélgica. Fue nombrado por el río Dyle (Dijle), que fluye a través del departamento. Su territorio correspondió más o menos al de la provincia belga de Brabante, ahora dividida en Brabante Valón, Brabante Flamenco y Bruselas-Capital. Su capital fue Bruselas.
El departamento nació el 1 de octubre de 1795, después de que los Países Bajos meridionales fueran ocupados por los franceses. El departamento de Dyle se formó a partir de la parte sur del Ducado de Brabante, parte del Condado de Henao, Halle y algunos territorios más pequeños. 
El departamento se subdividió en los siguientes distritos y cantones (situación en 1812):
- Bruselas, cantones: Anderlecht, Asse, Bruselas, Halle, La Hulpe, Sint-Martas-Lennik, Sint-Stevens-Woluwe, Uccle, Vilvoorde y Wolvertem.
- Leuven, cantones: Aarschot, Diest, Glabbeek, Grez, Haacht, Leuven, Tienen y Zoutleeuw.
- Nivelles, cantones: Genappe, Herne, Jodoigne, Nivelles, Perwez y Wavre.

Su población en 1812 era de 431 969, y su área era 342 848 hectáreas.
Después de la derrota de Napoleón, el departamento se convirtió en parte del Reino Unido de los Países Bajos, como la provincia de (Sur) Brabante.
Después de la derrota de Napoleón el departamento devenía parte  del Reino Unido del Netherlands, cuando la provincia del Brabante Meridional.